# Roi de douleur
Roi de douleur (titre original : Saint Camber) est un roman de fantasy appartenant au cycle des Derynis de Katherine Kurtz. Il fut publié en anglais américain en 1978 par Ballantine Books, et traduit en français par Michèle Zachayus. C'est le deuxième tome de la Trilogie des Rois. L'action se déroule entre juin 905 et janvier 907.

## Résumé
La lignée des Haldane a été restaurée. Mais Ariella de Festil, sœur et amante de l'ancien roi Imre, s'est réfugiée à Torenth avec son fils nouveau-né et prépare la guerre pour reconquérir le trône perdu, alors que les rapports se tendent entre Cinhil Haldane et son entourage deryni.
Lors de la bataille de Iomaire, Alister Cullen, grand maître de l'ordre michaelite, trouve la mort en abattant Ariella. Or c'était le seul Deryni auquel se fiait Cinhil et sa présence est plus nécessaire au royaume que celle de Camber de Culdi... Alors pourquoi ne pas échanger ? Camber prend l'apparence et les souvenirs du mort afin de servir au mieux son roi récalcitrant. Sauf que des rumeurs commencent à parcourir le royaume : on parle d'apparitions. Et si le comte de Culdi, censé être mort, était un saint ?